# 新北市立漳和國民中學
新北市立漳和國民中學（New Taipei Municipal Jhanghe Junior High School），簡稱為漳和國中，是一所位在中華民國新北市中和區的市立國民中學。成立於1980年，為中和區第三所國中。校地面積3.8097公頃（本校區2.56公頃，二校區1.2公頃）。

## 校史
- 1980年8月1日，臺北縣立漳和國民中學建校。
- 1980年9月5日正式開學，借用中和國中教室上課。
- 1981年2月遷入新校舍，一邊上課，一邊繼續進行校舍的整建。
- 1984年增設音樂資優班，為臺北縣最早成立的國中音樂班。
- 1997年增設補校。
- 1999年增設幼稚園。
- 2010年底，配合臺北縣升格直轄市改名為「新北市立漳和國民中學」。

## 學校環境

### 主校區
- 忠孝樓：為5層樓的建築，一樓有川堂銜接中庭花園與圓心廣場，本樓為校長室、教務處、總務處、會議室、圖書室、設備組、演奏廳所在，音樂班3班。
- 仁愛樓：為4層樓的建築，輔導室與專任教師辦公室所在，國中普通班教室15室，資源班2班,特殊教育班1班。
- 信義樓：為4層樓的建築，國中普通班教室12室，資源班1班，特殊教育班1班，補校1班。
- 和平樓：為4層樓的建築，國中普通班教室8室，資源班1班，補校1班，亦是美術、音樂、地球科學、電腦、烹飪、工藝教室所在 。
- 中庭花園（改建前有磁磚鋪面水池）
- 圓心廣場（改建前為排球場）
- 羽球館
- 操場：P字形田徑場，PU跑道內徑圓周約200公尺，有100公尺直線跑道。以「理禮門」與南山中學互通以方便互借場地，平時不開放。
- 籃球場
- 風雨操場（改建前為露天籃球場的一部分）
- 健康中心：校門口飄書小站
- 中正公園：沿著廣福路的綠帶。
- 新大樓：幼兒園及理化實驗室所在。
- 停車場：毗鄰南工路。[2]

### 第二校區
目前被南山中學作為教職員停車場、垃圾集中地、交通車上下車之用，並設有兩座全場、五座半場之籃球場和一座足球場，南山中學學生須經過「禮理門」才能進入。
建有中央廚房，提供中和國小以及漳和國中師生約5000人的營養午餐。

## 歷任校長
1. 管天福（1979－1980）
2. 王鐵軍（1980－1991）
3. 林秀雄（1991－1996）
4. 吳瑞鎮（1996－2000）
5. 徐美鈴（2000－2004）
6. 洪秀靜（2004－2012）
7. 范筱蓉（2012－2016）
8. 何文慶（2016－2024）

## 社團
- 排球社
- 演辯社
- 採編社
- 書法社
- 電腦應用社
- 慈幼社
- 童軍社
- 羽球社
- 籃球隊（A）
- 籃球隊（B）
- 桌球隊
- 傳統技藝社
- 捏麵人社
- 點心製作社
- 手工藝社
- 手語社
- 女生合唱團
- 男生合唱團
- 棋藝社
- 愛樂社（竹笛）
- 愛樂社（長笛）
- POP社
- 美術創作社
- 簡易攝影社
- 春暉社
- 田徑隊
- 手球隊[4]
- 廣播社
- 偵探社
- 烏克麗麗社
- 魔術社
- 童軍社
- 戲劇社
- 熱舞社[5]
- 技藝社（8年級）
- 桌遊社
- 太極拳
- 英語社

## 知名校友
- 藍正龍：知名影視明星，以「雞排英雄」成為億萬票房男星。
- 李淑楨：知名影視明星，以「魯冰花」奪金馬獎最佳女配角。
- 張天霖：知名電視明星，以吐司男之吻、我的祕密花園成名。
- 聖結石：知名YouTuber，臺灣網路紅人
- 朱國源：人高馬大的壯漢,曾在漳和國中霸凌同學,現疑似經營機車行。

## 外部連結
- 新北市立漳和國民中學官方網站